# فرد کوپلز
فرد کوپلز (انگلیسی: Fred Couples؛ زادهٔ ۳ اکتبر ۱۹۵۹) یک گلف‌باز اهل ایالات متحده آمریکا است.